# La quinta stagione (N. K. Jemisin)
La quinta stagione (The Fifth Season) è un romanzo di fantascienza di N. K. Jemisin, primo capitolo della trilogia La Terra spezzata.

## Trama
Il romanzo è ambientato in un mondo in cui è presente un solo continente chiamato Immoto. Un giorno un'enorme frattura si apre sull'Immoto, iniziando a eruttare polveri e cenere che oscureranno il cielo per anni.
Gli abitanti dell'Immoto sono abituati alle catastrofi periodiche, che loro chiamano Quinta stagione, che devastano periodicamente il continente. Alcuni abitanti, chiamati orogeni possiedono un potere che permette loro di prevedere, controllare e perfino provocare queste catastrofi, questo rende gli orogeni gli esseri più temuti dell'Immoto, ma al contempo anche i più odiati.
Su questo scenario si sviluppa la storia delle orogene Damaya, Essun e Syenite.

## Accoglienza
La quinta stagione è stato acclamato dalla critica, venendo candidato a diversi dei premi principali del settore e aggiudicandosene la maggior parte. Ha vinto il premio Hugo per il miglior romanzo al 74° Worldcon nel 2016, lo Sputnik Award ed è stato candidato inoltre al premio Nebula per il miglior romanzo e al World Fantasy Award.
Nel 2017 è stato annunciato che la trilogia letteraria sarà adattata in una serie televisiva dal network TNT.
In Italia la pubblicazione di tutta la trilogia è curata da Mondadori nella collana Oscar Fantastica, a partire dal 30 aprile 2019. 

## Edizioni
- N. K. Jemisin, La quinta stagione, Oscar Fantastica, Mondadori, 2019,  p. 512, ISBN 9788804710288.
- N. K. Jemisin, La quinta stagione, Urania Jumbo, Mondadori, 2020,  p. 506.